# (1690) Mayrhofer
(1690) Mayrhofer es un asteroide que forma parte del cinturón de asteroides y fue descubierto por Margueritte Laugier desde el Observatorio de Niza, Francia, el 8 de noviembre de 1948.

## Designación y nombre
Mayrhofer se designó inicialmente como 1948 VB.
Más adelante fue nombrado en honor del astrónomo austriaco Karl Mayrhofer.

## Características orbitales
Mayrhofer orbita a una distancia media de 3,037 ua del Sol, pudiendo acercarse hasta 2,737 ua y alejarse hasta 3,336 ua. Tiene una excentricidad de 0,09864 y una inclinación orbital de 13,05°. Emplea 1933 días en completar una órbita alrededor del Sol.